# 김천 나들목
김천 나들목(Gimcheon IC)은 경상북도 김천시 교동에 설치된 경부고속도로의 23번 교차로이다. 나들목 진출입로는 부곡동과 접하고 있으며, 김천시내로 진출할 수 있다. 인근에 경부선 김천역이 있다.

## 연혁
- 1970년 7월 7일 : 경부고속도로 대전 ~ 대구 구간 개통에 따라 영업 개시[1]
- 1997년 9월 4일 : 1998년 12월까지 나들목 요금소 차선 확장 공사로 인해 경상북도 김천시 교동 320m 구간 도로구역 변경[2]
- 2001년 9월 28일 : 김천시 도시계획시설 교통광장에 김천시 교동 일대를 김천 나들목으로 고시[3]

## 구조물 정보
- 위치: 경상북도 김천시 교동
- 영업소: 경상북도 김천시 경부고속도로 201 (교동)

## 접속하는 도로
- 지방도 제514호선 (영남대로)
- 간접 연결 : 국도 제4호선 (영남대로, 송설로, 대곡삼거리 이용)

## 교통량 정보
| 요금소        | 통행량 (대/일) | 통행량 (대/일) | 통행량 (대/일) | 통행량 (대/일) | 통행량 (대/일) | 통행량 (대/일) | 통행량 (대/일) | 통행량 (대/일) | 통행량 (대/일) | 통행량 (대/일) | 각주  |
| 요금소        | 2001년         | 2002년         | 2003년         | 2004년         | 2005년         | 2006년         | 2007년         | 2008년         | 2009년         | 2010년         | 각주  |
| ------------- | -------------- | -------------- | -------------- | -------------- | -------------- | -------------- | -------------- | -------------- | -------------- | -------------- | ----- |
| 김천 (폐쇄식) | 6,295          | 5,953          | 5,941          | 5,988          | 5,532          | 5,469          | 5,533          | 5,035          | 4,972          | 5,128          | [ 4 ] |
| 요금소        | 2011년         | 2012년         | 2013년         | 2014년         | 2015년         | 2016년         | 2017년         | 2018년         | 2019년         |                | [ 4 ] |
| 김천 (폐쇄식) | 5,196          | 5,021          | 4,604          | 4,350          | 4,377          | 4,274          | 4,129          | 4,071          | 4,120          |                | [ 4 ] |